# Lithuanian International
Die Lithuanian International sind die offenen internationalen Meisterschaften von Litauen im Badminton. Sie werden seit 1992 ausgetragen, fanden jedoch nicht jährlich statt. 2011 wurden die Titelkämpfe als Yonex Lithuanian Open bezeichnet. Nationale Meisterschaften, zuerst noch als Meisterschaft der Sowjetrepublik, finden seit 1963 statt.

## Die Sieger
| Saison    | Herreneinzel          | Dameneinzel                   | Herrendoppel                                | Damendoppel                              | Mixed                                  |
| --------- | --------------------- | ----------------------------- | ------------------------------------------- | ---------------------------------------- | -------------------------------------- |
| 1992      | Ovidijus Zukauskas    | Rasa Mikšytė                  |                                             |                                          |                                        |
| 1993 1998 | nicht ausgetragen     | nicht ausgetragen             | nicht ausgetragen                           | nicht ausgetragen                        | nicht ausgetragen                      |
| 1999      | Jacek Niedźwiedzki    | Katarzyna Krasowska           | Aivaras Kvedarauskas Donatas Vievesis       | Katarzyna Krasowska Joanna Szleszyńska   | Aivaras Kvedarauskas Jūratė Prevelienė |
| 2000      | Aivaras Kvedarauskas  | Neringa Karosaitė             | Donatas Narvilas Donatas Vievesis           | Margarita Miķelsone Kristīne Šefere      | Jūratė Prevelienė Aivaras Kvedarauskas |
| 2001      | Johan Uddfolk         | Natalia Golovkina             | Donatas Narvilas Johan Uddfolk              | Neringa Karosaitė Erika Milikauskaitė    | Dmitry Miznikov Natalia Golovkina      |
| 2002      | Johan Uddfolk         | Kai-Riin Saluste              | Aivaras Kvedarauskas Dainius Mikalauskas    | Kristina Dovidaitytė Ugnė Urbonaitė      | Aivaras Kvedarauskas Jūratė Prevelienė |
| 2003      | nicht ausgetragen     | nicht ausgetragen             | nicht ausgetragen                           | nicht ausgetragen                        | nicht ausgetragen                      |
| 2004      | Rafał Hawel           | Kati Tolmoff                  | Bruce Topping Mark Topping                  | Kristina Dovidaitytė Kati Tolmoff        | Petr Koukal Martina Benešová           |
| 2005      | Rafał Hawel           | Kamila Augustyn               | Łukasz Moreń Wojciech Szkudlarczyk          | Kristina Dovidaitytė Akvilė Stapušaitytė | Baptiste Carême Emilie Despierres      |
| 2006      | Kęstutis Navickas     | Maja Tvrdy                    | Adam Cwalina Wojciech Szkudlarczyk          | Anastasia Prokopenko Elena Chernyavskaya | Adam Cwalina Małgorzata Kurdelska      |
| 2007 2010 | nicht ausgetragen     | nicht ausgetragen             | nicht ausgetragen                           | nicht ausgetragen                        | nicht ausgetragen                      |
| 2011      | Kęstutis Navickas     | Chloe Magee                   | Łukasz Moreń Wojciech Szkudlarczyk          | Anna Kobceva Elena Prus                  | Sam Magee Chloe Magee                  |
| 2012      | nicht ausgetragen     | nicht ausgetragen             | nicht ausgetragen                           | nicht ausgetragen                        | nicht ausgetragen                      |
| 2013      | Adrian Dziółko        | Akvilė Stapušaitytė           | Andrej Ashmarin Anatoliy Yartsev            | Irina Khlebko Ksenia Polikarpova         | Andrej Ashmarin Ekaterina Bolotova     |
| 2014      | Kasper Lehikoinen     | Anna Narel                    | Denis Grachev Artem Karpov                  | Anastasia Dobrinina Viktoriia Vorobeva   | Paweł Pietryja Aneta Wojtkowska        |
| 2015      | Adam Mendrek          | Yvonne Li                     | Miłosz Bochat Paweł Pietryja                | Marie Batomene Teshana Vignes Waran      | Søren Toft Hansen Teshana Vignes Waran |
| 2016      | Kasper Lehikoinen     | Elena Komendrovskaja          | Łukasz Moreń Wojciech Szkudlarczyk          | Ekaterina Bolotova Anastasiia Semenova   | Denis Grachev Ekaterina Bolotova       |
| 2017      | Kai Schäfer           | Anne Hald                     | Elias Bracke Léo Rossi                      | Kristin Kuuba Helina Rüütel              | Ciaran Chambers Sinead Chambers        |
| 2018      | Felix Burestedt       | Kristin Kuuba                 | Jaromír Janáček Tomáš Švejda                | Kristin Kuuba Helina Rüütel              | Callum Hemming Fee Teng Liew           |
| 2019      | Georgii Karpov        | Léonice Huet                  | Robert Cybulski Paweł Pietryja              | Debora Jille Alyssa Tirtosentono         | Ties van der Lecq Debora Jille         |
| 2020      | nicht ausgetragen     | nicht ausgetragen             | nicht ausgetragen                           | nicht ausgetragen                        | nicht ausgetragen                      |
| 2021      | Alex Lanier           | Malvika Bansod                | Emil Lauritzen Mads Vestergaard             | Téa Margueritte Anna Tatranova           | Mads Vestergaard Clara Løber           |
| 2022      | Syabda Perkasa Belawa | Aisyah Sativa Fatetani        | Muhammad Rayhan Nur Fadillah Rahmat Hidayat | Nethania Irawan Febi Setianingrum        | Amri Syahnawi Winny Oktavina Kandow    |
| 2023      | Matthias Kicklitz     | Deswanti Hujansih Nurtertiati | Putra Erwiansyah Patra Harapan Rindorindo   | Kati-Kreet Marran Helina Rüütel          | Marwan Faza Jessica Maya Rismawardani  |
| 2024      | William Bøgebjerg     | Siti Nurshuhaini              | Nicolas Hoareau Aymeric Tores               | Marie Cesari Lilou Schaffner             | Alden Lefilson Putra Mainaky Fitriani  |